# Kloosterkerk (Den Haag)

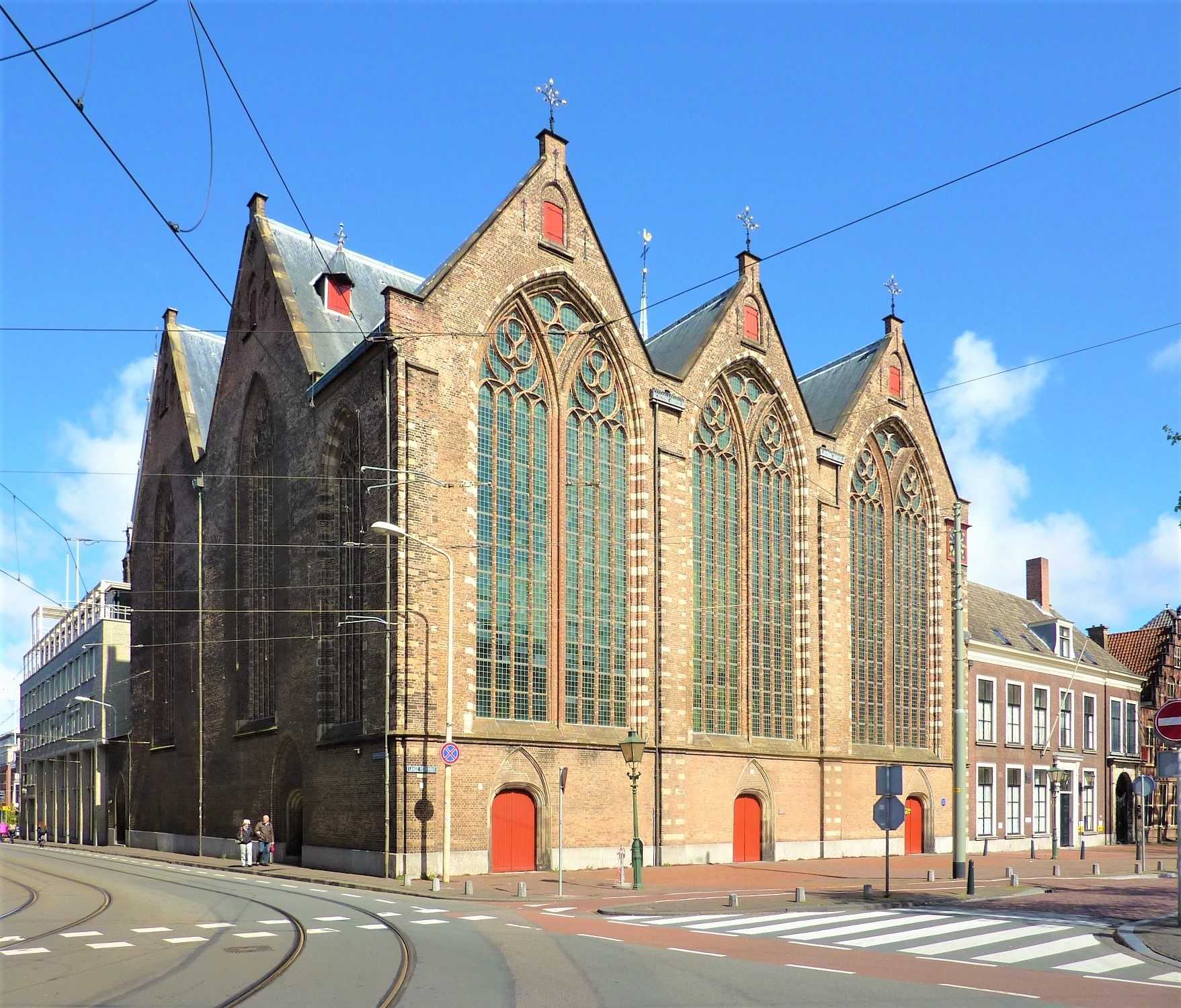
Die Kloosterkerk in Den Haag

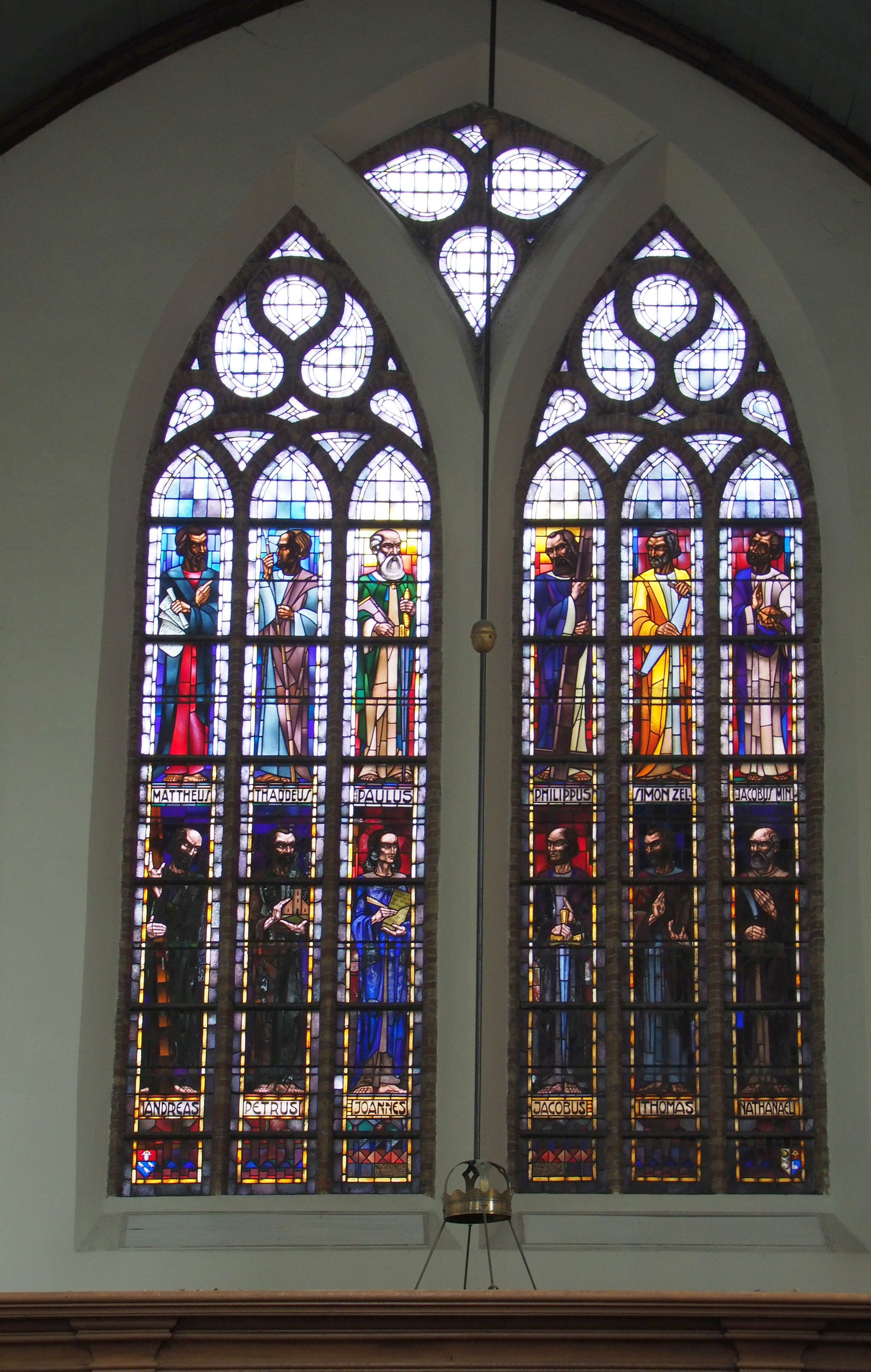
Buntglasfenster

Die Kloosterkerk ist eine gotische Backsteinkirche im Zentrum der niederländischen Stadt Den Haag. Seit der Fusion der meisten evangelischen Kirchen in den Niederlanden gehört sie zur Protestantischen Kirche in den Niederlanden. Mitglieder des niederländischen Königshauses besuchen hier regelmäßig den Gottesdienst. Das Kirchengebäude ist seit 1967 als Rijksmonument eingestuft.

## Geschichte

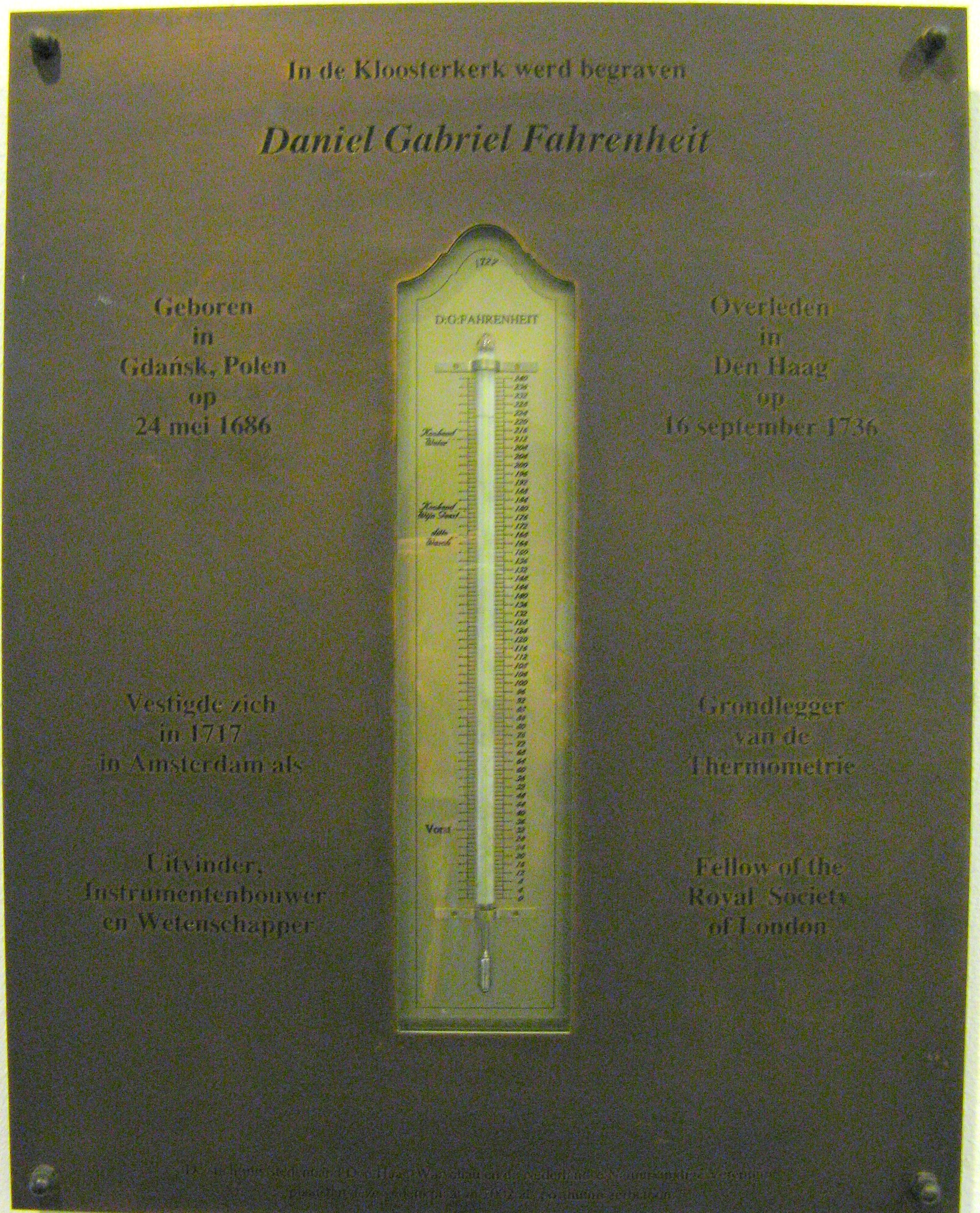
Gedächtnisplakette für Daniel Gabriel Fahrenheit (1686–1736), der hier in der Kirche beerdigt ist

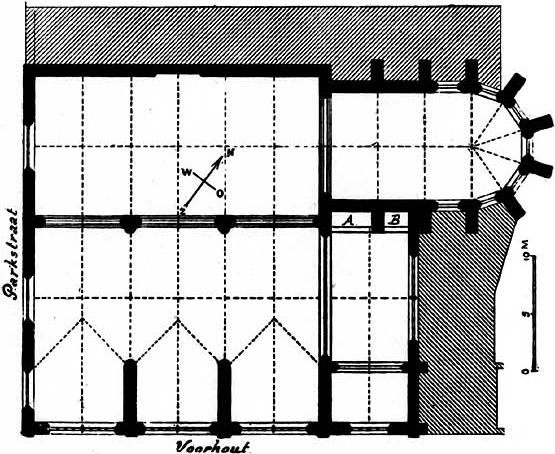
Grundriss 1907

Das Gelände der Kloosterkerk hatte Graf Albrecht von Bayern-Holland im Jahr 1393 an ein Amsterdamer Kloster geschenkt, das es aber an den Herren von Arkel verkaufte, der hier eine Burg errichten ließ. Hierüber kam es zum Konflikt mit Albrecht, der das Gelände zurückerwarb, die Gebäude abbrechen ließ und das Gelände nun den Dominikanern in Utrecht übergab. Diese richteten hier eine Niederlassung ein, die sie dem Heiligen Vincentius weihten. Der heutige Kirchenbau entstand als Klosterkirche der Dominikaner. 1574 mussten die Dominikaner ausziehen. Den Abbruch des Klosters und der Kirche verhinderten Proteste der Stadtbevölkerung. Wenig später nutzten Teile der Bevölkerung die Gebäude jedoch als Steinbruch. Nach staatlichem Eingreifen wurde die Kirche 1588 zum Pferdestall umfunktioniert und diente seit dem folgenden Jahr als Kanonengiesserei. Seit 1617 diente die Kloosterkerk wieder gottesdienstlichen Zwecken. Die übrigen Klostergebäude wurden als Zeughaus genutzt und 1690 bei einer Explosion zerstört.

## Orgel

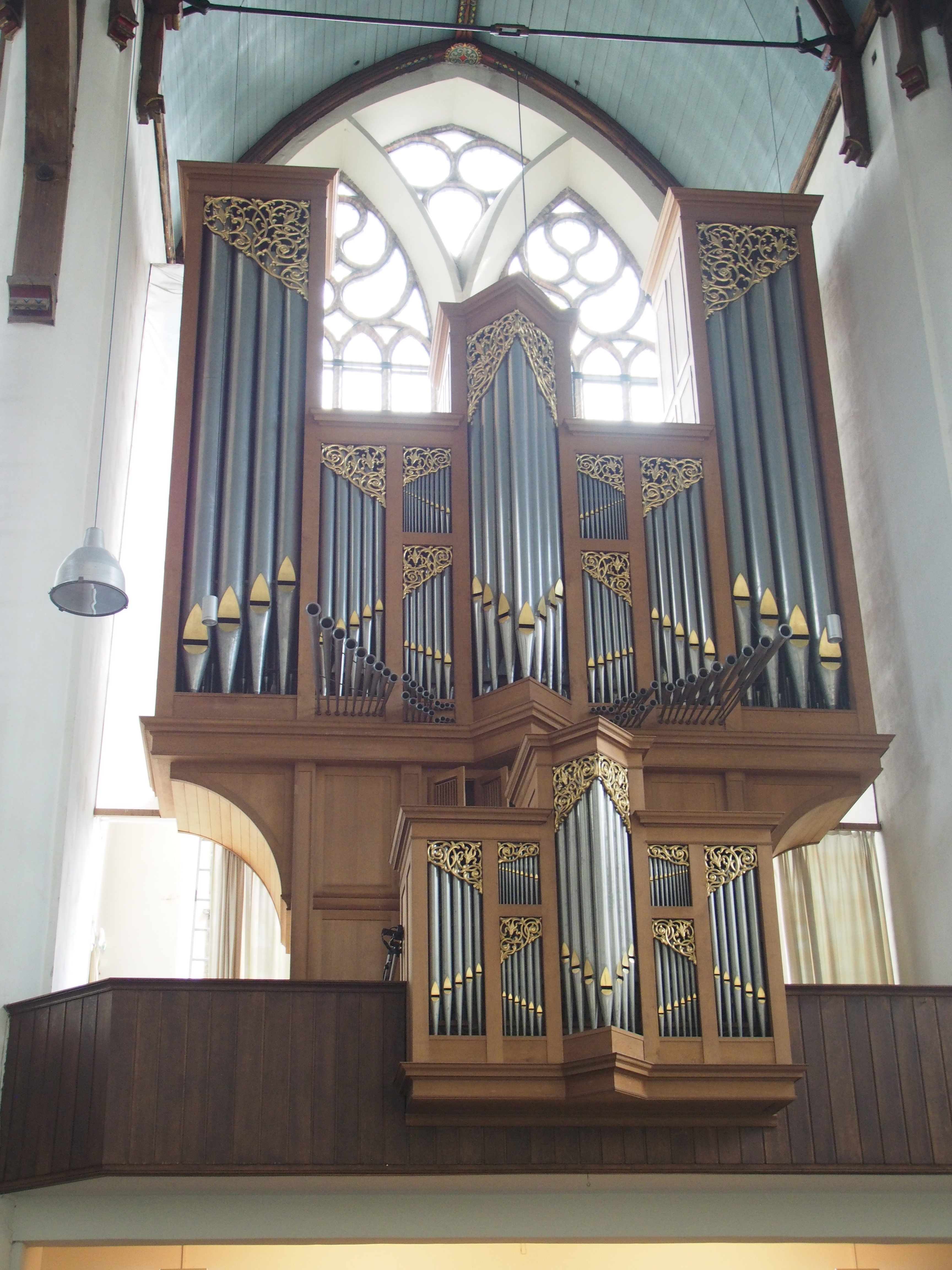
Orgel

Die Orgel der Klosterkirche wurde 1966 von dem Orgelbauer Marcussen erbaut. Das Instrument hat 40 Register auf drei Manualen und Pedal. Die Trakturen sind mechanisch.
| I Hauptwerk C–g3 |     |
| Principal        | 16′ |
| Oktave           | 8′  |
| Rohrflöte        | 8′  |
| Oktav            | 4′  |
| Spitzflöte       | 4′  |
| Quint            | 3′  |
| Oktav            | 2′  |
| Mixtur VI-VIII   |     |
| Trompet          | 16′ |
| Trompet          | 8′  |

| II Rückpositiv C–g3 |       |
| Principal           | 8′    |
| Gedakt              | 8′    |
| Quintatön           | 8′    |
| Oktav               | 4′    |
| Rohrflöte           | 4′    |
| Oktav               | 2′    |
| Nasat               | 1 ⁄3′ |
| Scharf IV           |       |
| Sesquialtera II     |       |
| Dulcian             | 16′   |
| Krumhorn            | 8′    |

| III Brustwerk C–g3 |    |
| Trægedakt          | 8′ |
| Principal          | 4′ |
| Gedacktflöte       | 4′ |
| Oktav              | 2′ |
| Blockflöte         | 2′ |
| Sifflet            | 1′ |
| Cymbel III         |    |
| Regal              | 8′ |
| Tremulant          |    |

| Pedal C–f1 |     |
| Principal  | 16′ |
| Subbas     | 16′ |
| Oktav      | 8′  |
| Gedackt    | 8′  |
| Oktav      | 4′  |
| Nachthorn  | 2′  |
| Mixtur VI  |     |
| Fagot      | 32′ |
| Posaune    | 16′ |
| Trompet    | 8′  |
| Schalmey   | 4′  |

Interieur aus der ehemaligen Duinoordkirche Scheveningen
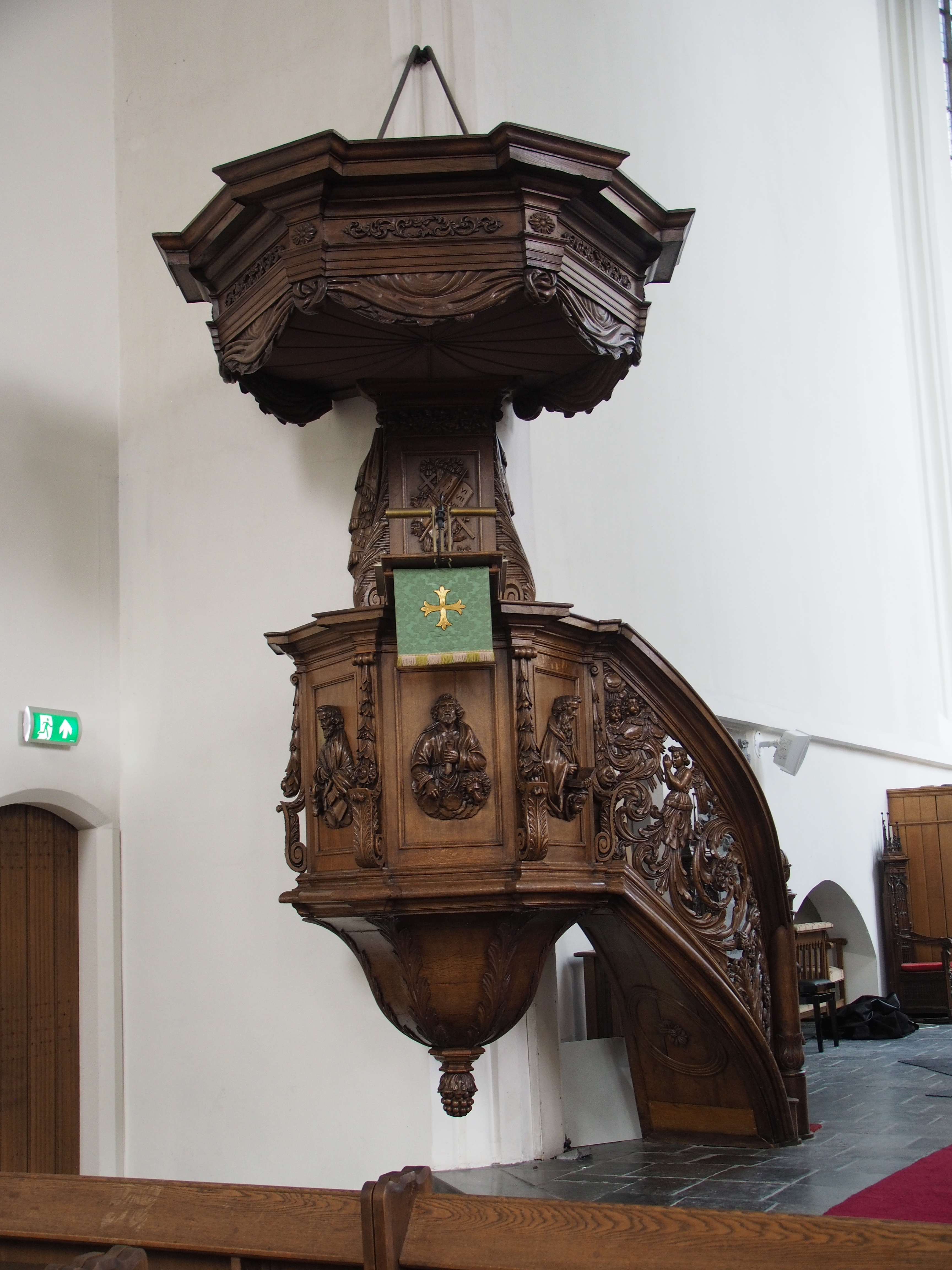
Kanzel spätes 17. Jahrhundert
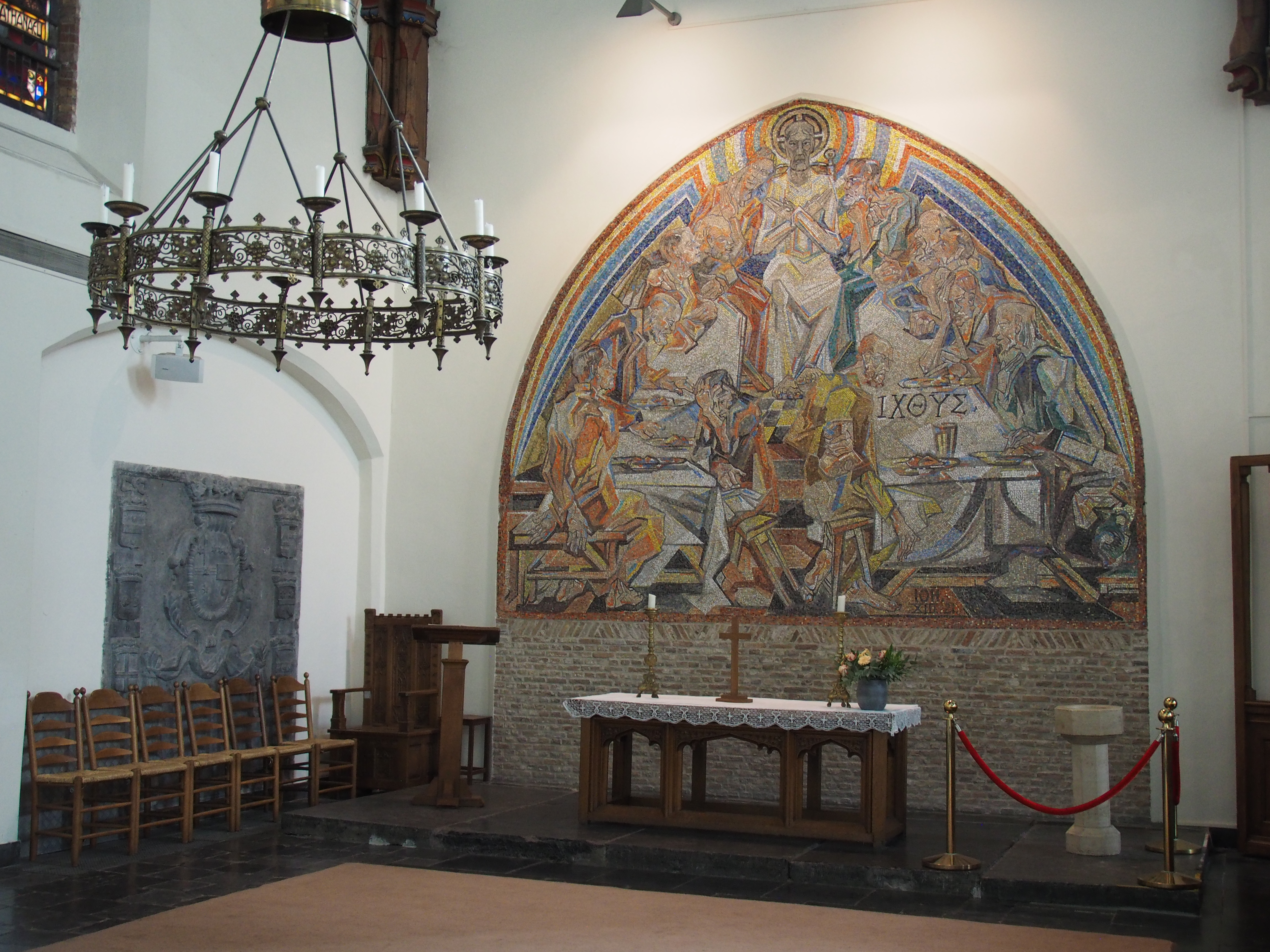
Mosaik